# Benny Benassi
Pour les articles homonymes, voir Marco Benassi et Benassi.
Marco Benassi, mieux connu sous le nom de Benny Benassi, est un disc-jockey et producteur italien, orienté house. Il devient célèbre sur la scène internationale avec le projet Benassi Bros et son titre Satisfaction en 2002. En 2009, il se classe 26e dans le classement des disc-jockeys internationaux établi par le magazine DJ Mag. Plusieurs artistes se sont inspirés de son style, notamment Royal Gigolos, Global Deejays, Vanguarde, Vinylshakerz, DJ Oriska, et Michael Mind.

## Biographie

### Débuts
Marco Bennassi, né le 13 juillet 1967 à Milan, grandit à Reggio d'Émilie, en Italie. Il se lance dans le DJing sous le nom de Benassi Bros, aux côtés de son cousin Alle Benassi à la fin des années 1980, et avant son arrivée au studio de production Off Limits de Larry Pignagnoli au milieu des années 1990, afin de composer pour des groupes comme Whigfield, J.K., et Ally & Jo. Avec son cousin Alle, ils forment la société de production Basic Music, et publient leurs productions sous le nom de groupe Benassi Bros. Plus tard, en 2002, Marco fait paraître seul le titre Satisfaction, classé dans de nombreux classements musicaux,. La chanson devient l'une des meilleures ventes en Angleterre, 3e du Top 50 français avec 338 000 exemplaires vendus, et est certifiée disque d'or. Marco remixe également, en parallèle, des musiques de DJ Tomcraft, Fischerspooner, mais aussi des artistes non electro comme Alizée.

### Années 2000

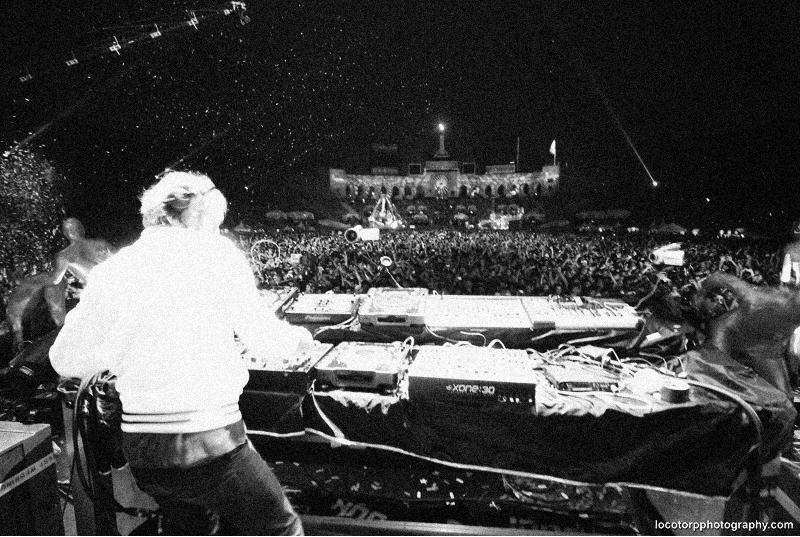
Benny Benassi au Electric Daisy Carnival, en 2009.

À la suite de sa popularité au sein du groupe Benassi Bros, et du succès engendré entre 2002 et 2003 par son titre solo Satisfaction, Marco fonde le label discographique Pump-Kin Music, avec comme but principal signer et faire connaître de nouveaux talents. Benassi a également mixé pendant une heure sur la chaîne de radio Area (Sirius XM). En 2005, il fait paraître le second album de Benassi Bros intitulé ...Phobia.
Il est l'auteur, en 2007, de plusieurs remixes, du thème principal de la série 24 heures chrono, ou encore du groupe Public Enemy avec « Bring the Noise » pour lequel il obtient en février 2008 un Grammy pour le meilleur remix.
2008 est l'année Rock 'n' Rave avec la sortie de l'album du même nom, composé du single I Am Not Drunk.
En 2009, il collabore avec Madonna sur un remix de son single Celebration, paru en même temps qu'un vidéo clip. Le 28 octobre 2009, il se classe 26e dans le classement des 100 meilleurs disc-jockeys internationaux listés par DJ Magazine.

### Années 2010
En 2011, Benny Benassi fait paraître Electroman, son cinquième album studio composé de collaborations avec Chris Brown, T-Pain, Kelis, Gary Go, Dhany, Apl De Ap, Jean-Baptiste, Ying Yang Twins et Shanell. S'y trouve également le remix du titre Cinema par le disc-jokey Skrillex, élu meilleur remix de l'année lors de la 54e cérémonie des Grammy Awards. L'album est généralement bien accueilli par la presse spécialisée,. Une édition bonus de l'album est également disponible avec trois pistes supplémentaires : Put It On Me, en collaboration avec le rappeur Pitbull, Dub Rain, et un remix instrumental du titre Electroman réalisé par John Dahlbäck.
Il participe la même année au Set Electro de la Fête de Jeanne d'Arc à Orléans, en France. Il est crédité de trois compositions sur l'album MDNA publie en 2012 (Girl Gone Wild, I'm Addicted et Best Friend) de Madonna.
Un nouvel album est annoncé pour 2014, sans information supplémentaire. Deux singles extraits de ce nouvel opus sont disponibles. Le premier single s'intitule Dance The Pain Away en featuring avec John Legend, sorti le 25 juin 2013 ; le deuxième single s'appelle Back To The Pump, sorti le 15 novembre 2013.

## Discographie
Albums :
- 2003 : Hypnotica
- 2004 : Pumphonia
- 2005 : ...Phobia
- 2008 : Rock 'n' Rave
- 2011 : Electroman
- 2016 : Danceaholic (en)

Collaborations :
- 2007 : Halloween Democracy (featuring Michel Farinet)[21]